# Pteris pedatomuricata
Pteris pedatomuricata là một loài dương xỉ trong họ Pteridaceae. Loài này được A. Rojas mô tả khoa học đầu tiên..
Danh pháp khoa học của loài này chưa được làm sáng tỏ. 